# Буддийские храмы и монастыри России

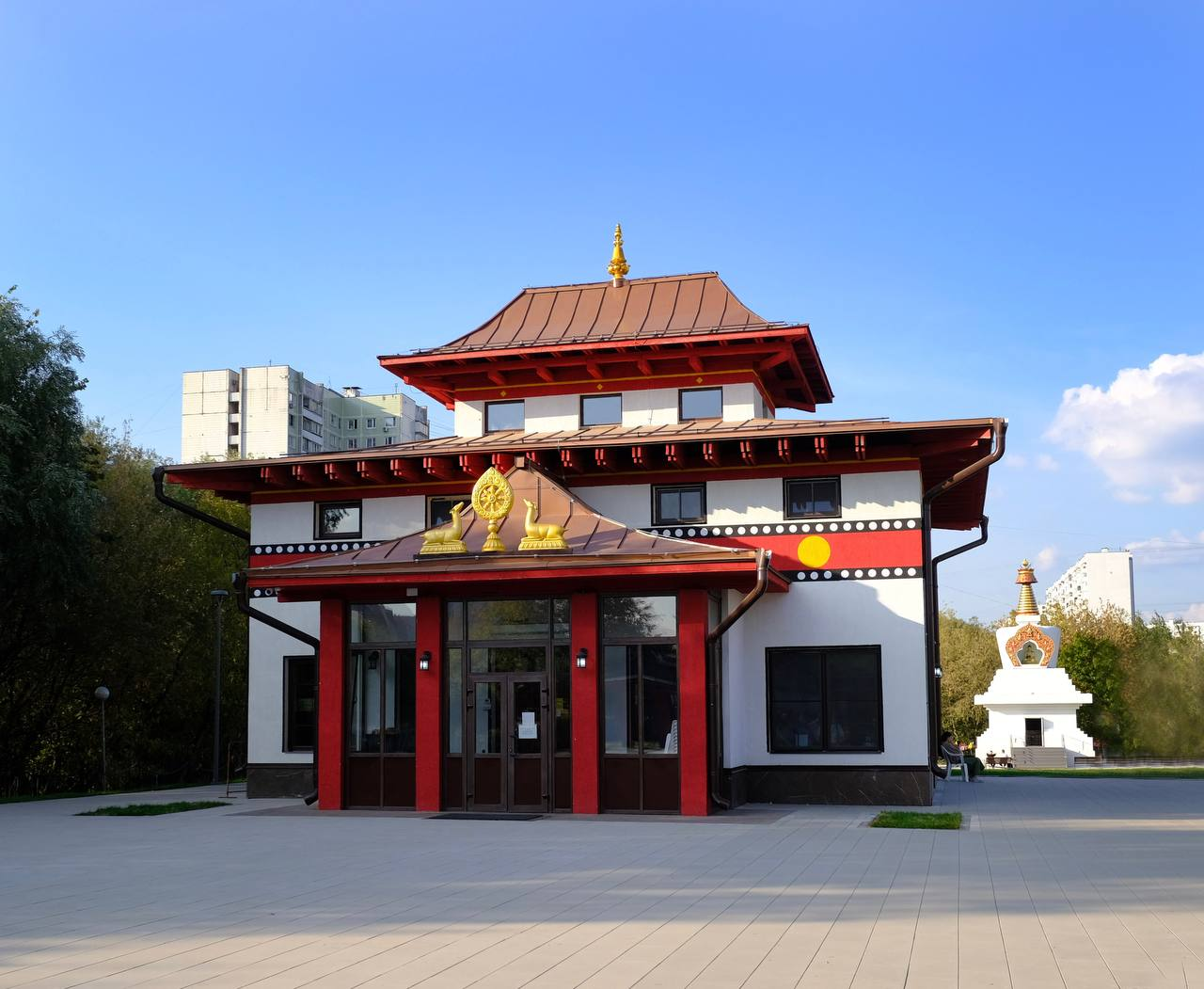
Тубден Шедублинг — первый буддийский храм Москвы, открытый для буддистов всех направлений

Буддийские храмы и монастыри России — список действующих дацанов, хурулов (хурэ), кийдов, дуганов (цогчен-дуганов, сумэ) и других видов храмово-монастырских зданий всех течений буддизма в России. В список не включены отдельно расположенные ступы (субурганы) и иные буддийские культовые сооружения.

## Бурятия
- Иволгинский дацан «Хамбын Сумэ»
- Анинский дацан
- Атаган-Дырестуйский дацан

- Ацагатский дацан

- Ацайский дацан «Тубдэн Даржалинг»

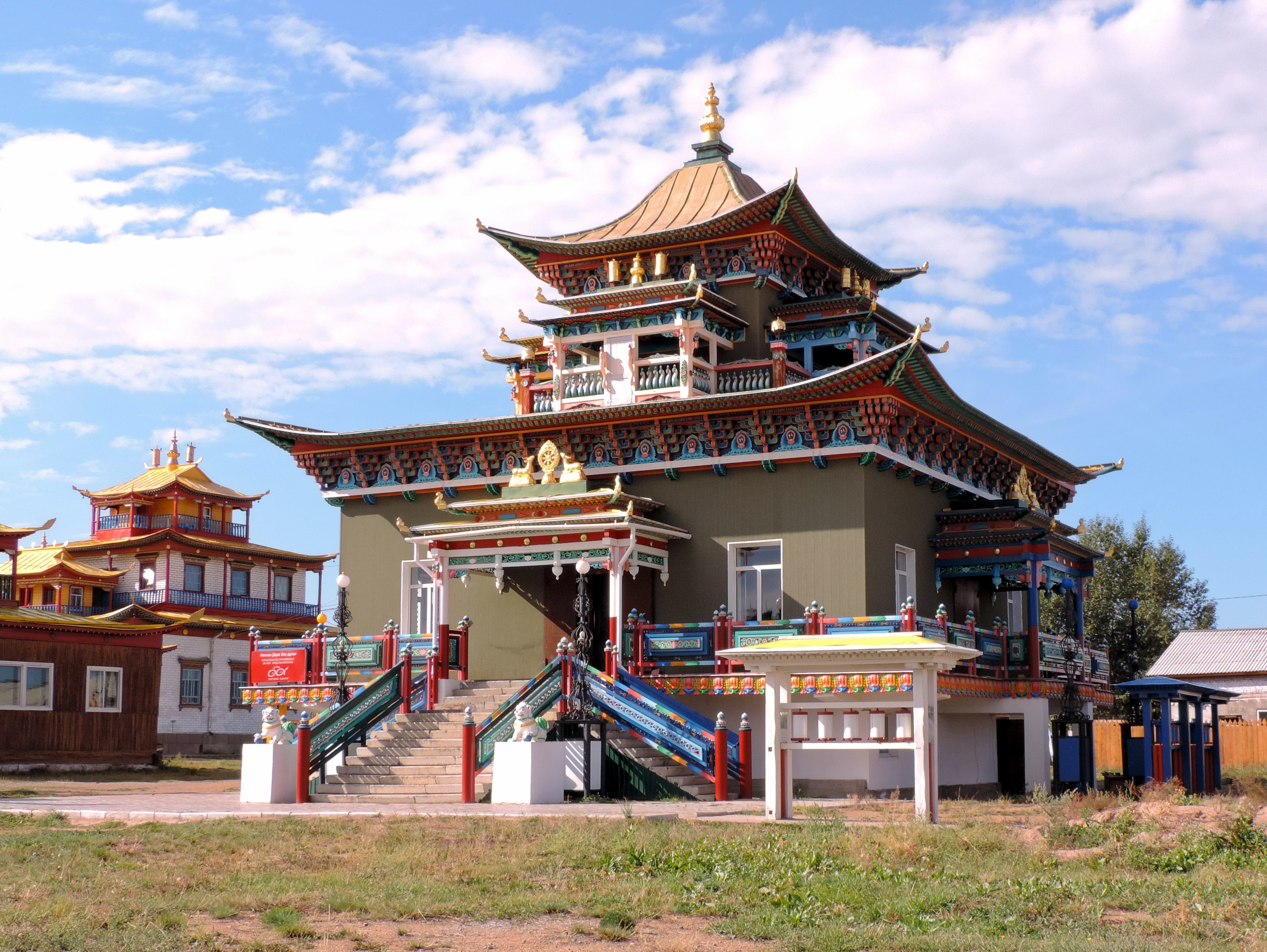
Иволгинский дацан

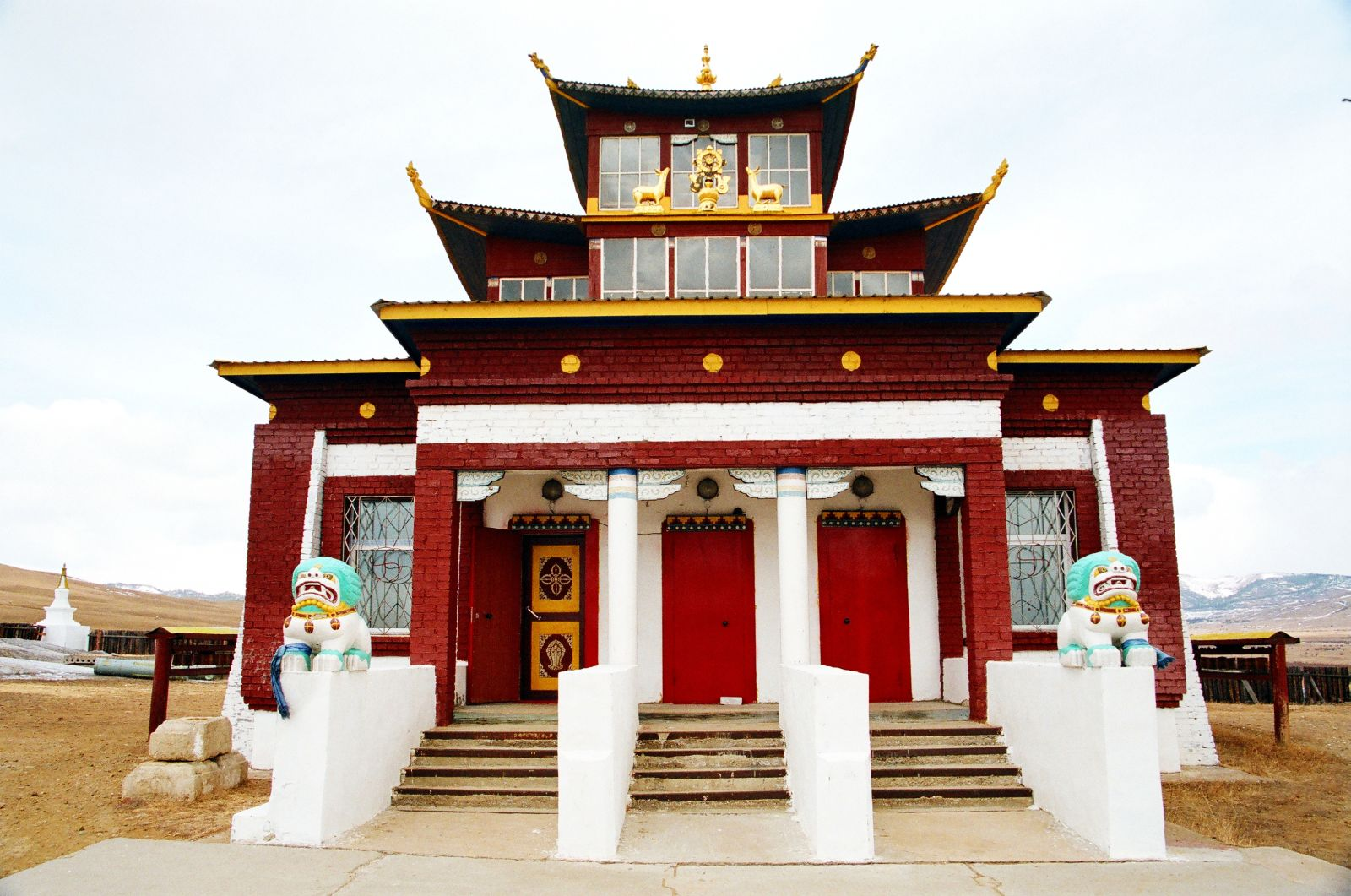
Ацагатский дацан

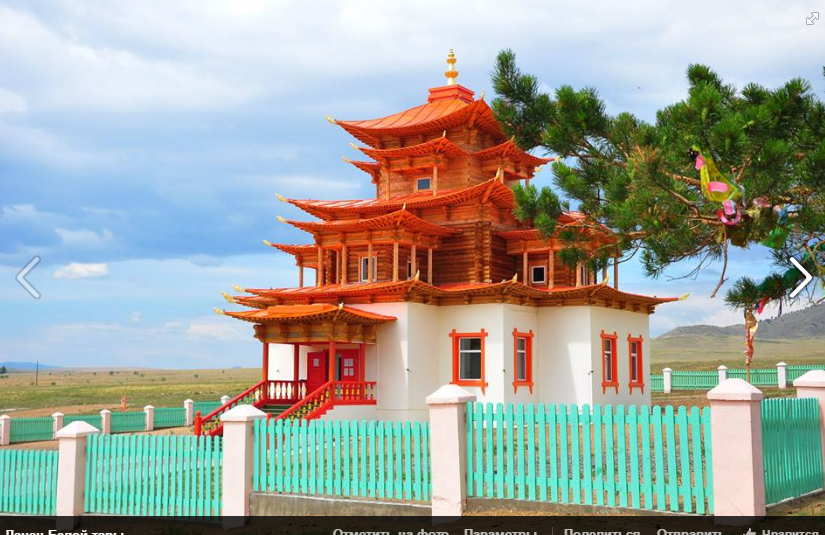
Ацайский дацан

- Бултумурский дацан «Дамчой Равжалин» (Селенгинский район)
- Гусиноозёрский (Тамчинский) дацан «Даши Гандан Даржалинг»

- Загустайский дацан
- Кижингинский дацан
- Курумканский дацан (с. Курумкан)
- Кыренский дацан (пгт. Кырен)

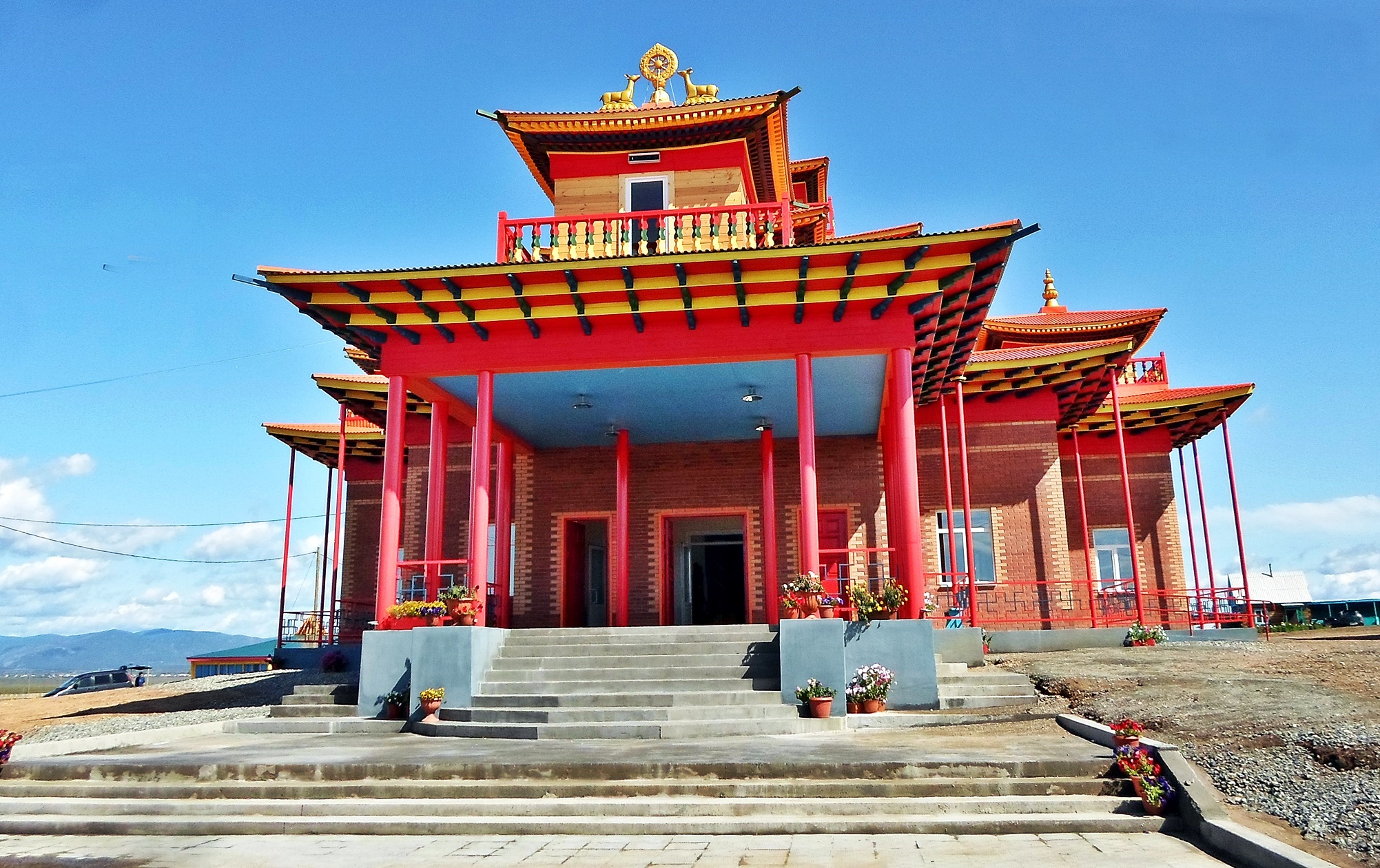
Загустайский дацан

- Мурочинский (Цонгольский) дацан «Балдан Брэйбун» (улус Мурочи)
- Окинский дацан (с. Орлик)

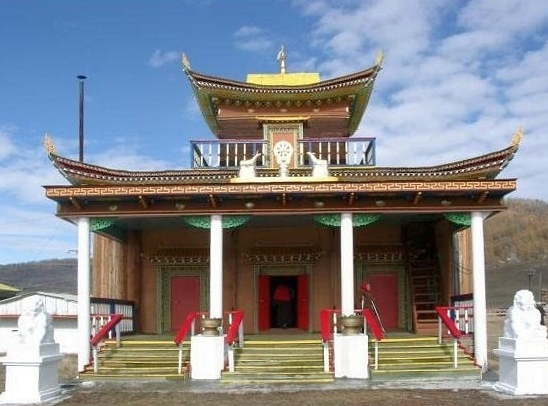
Санагинский (Булакский) дацан

- Санагинский (Булакский) дацан (улус Санага)
- Сартуул-Булагский дацан

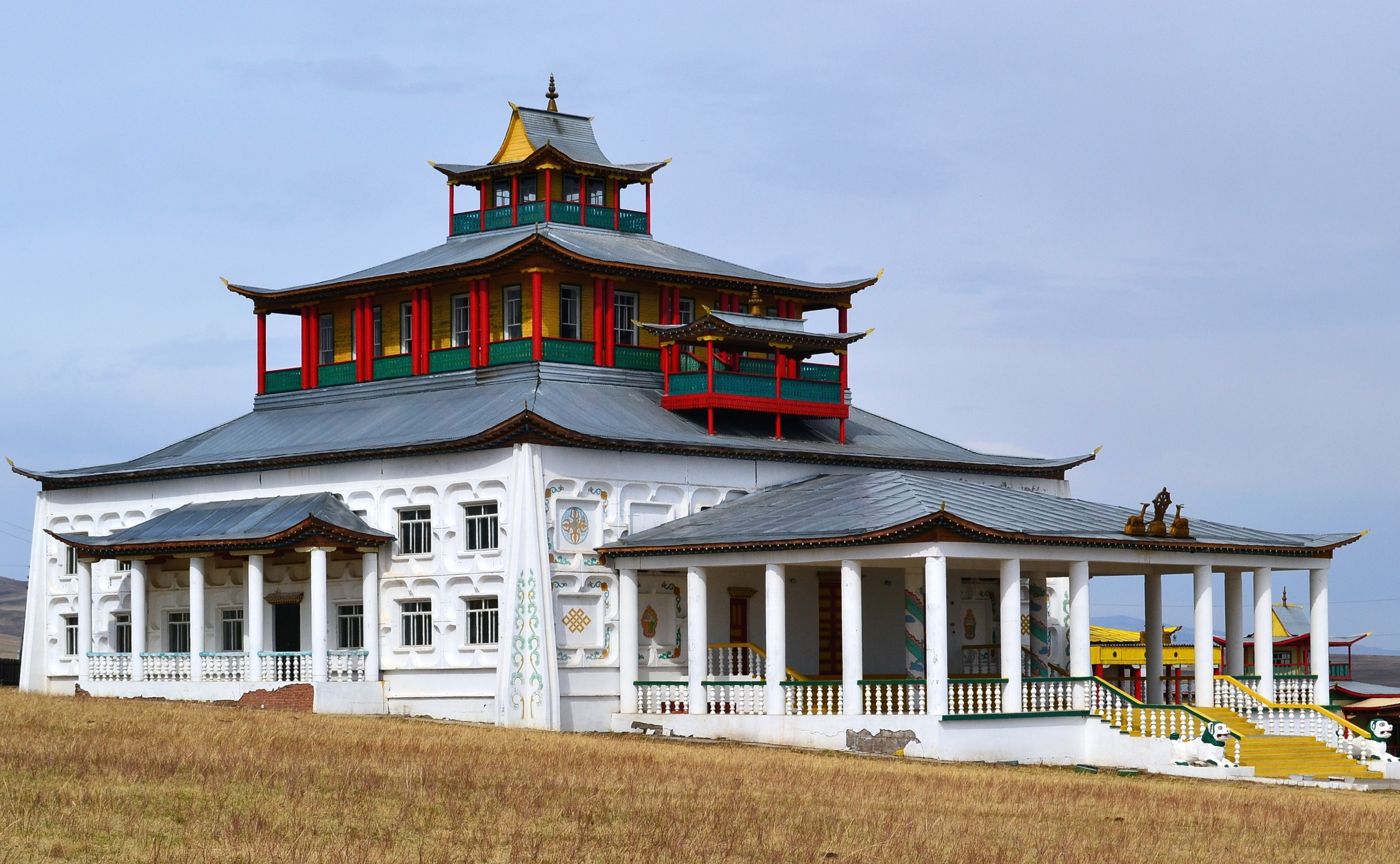
Сартул-Гэгэтуйский дацан

- Сартуул-Гэгэтуйский дацан «Дамба Брэйбулинг»

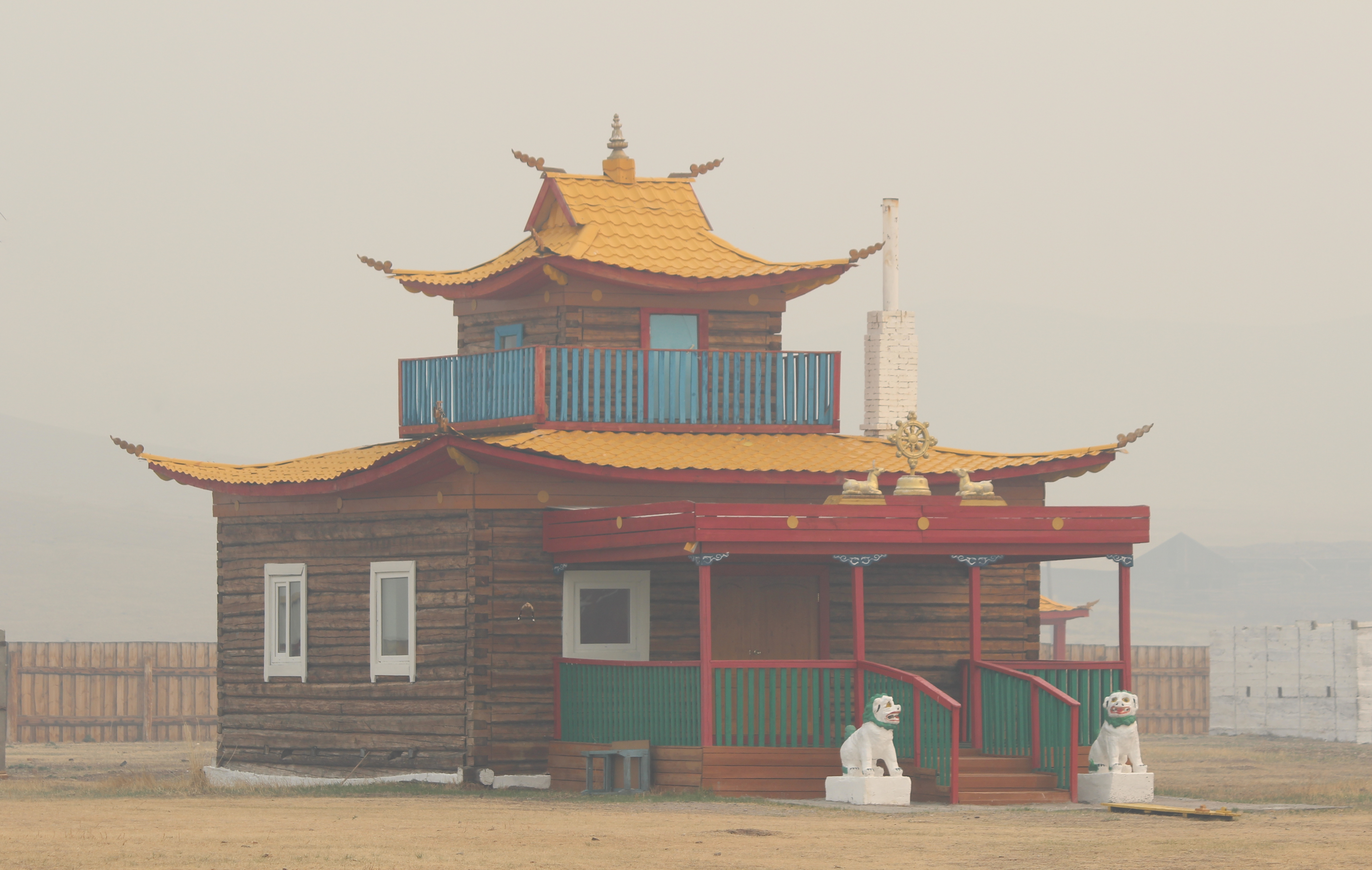
Табангут-Ичётуйский дацан

- Табангут-Ичётуйский дацан «Дэчен Рабжалин»
- Тугнуйский дацан (с. Мухоршибирь)
- Улан-Удэнский дацан «Зунгон Даржалинг» (женский)

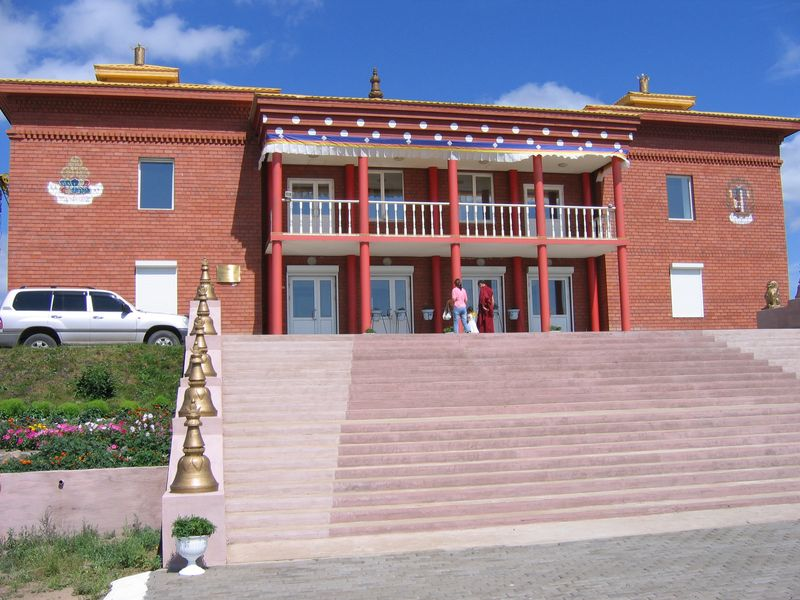
Дацан «Ринпоче Багша»

- Улан-Удэнский дацан «Ринпоче Багша»

- Улан-Удэнский дацан «Хамбын Хурэ»

- Хойморский дацан «Бодхидхарма»

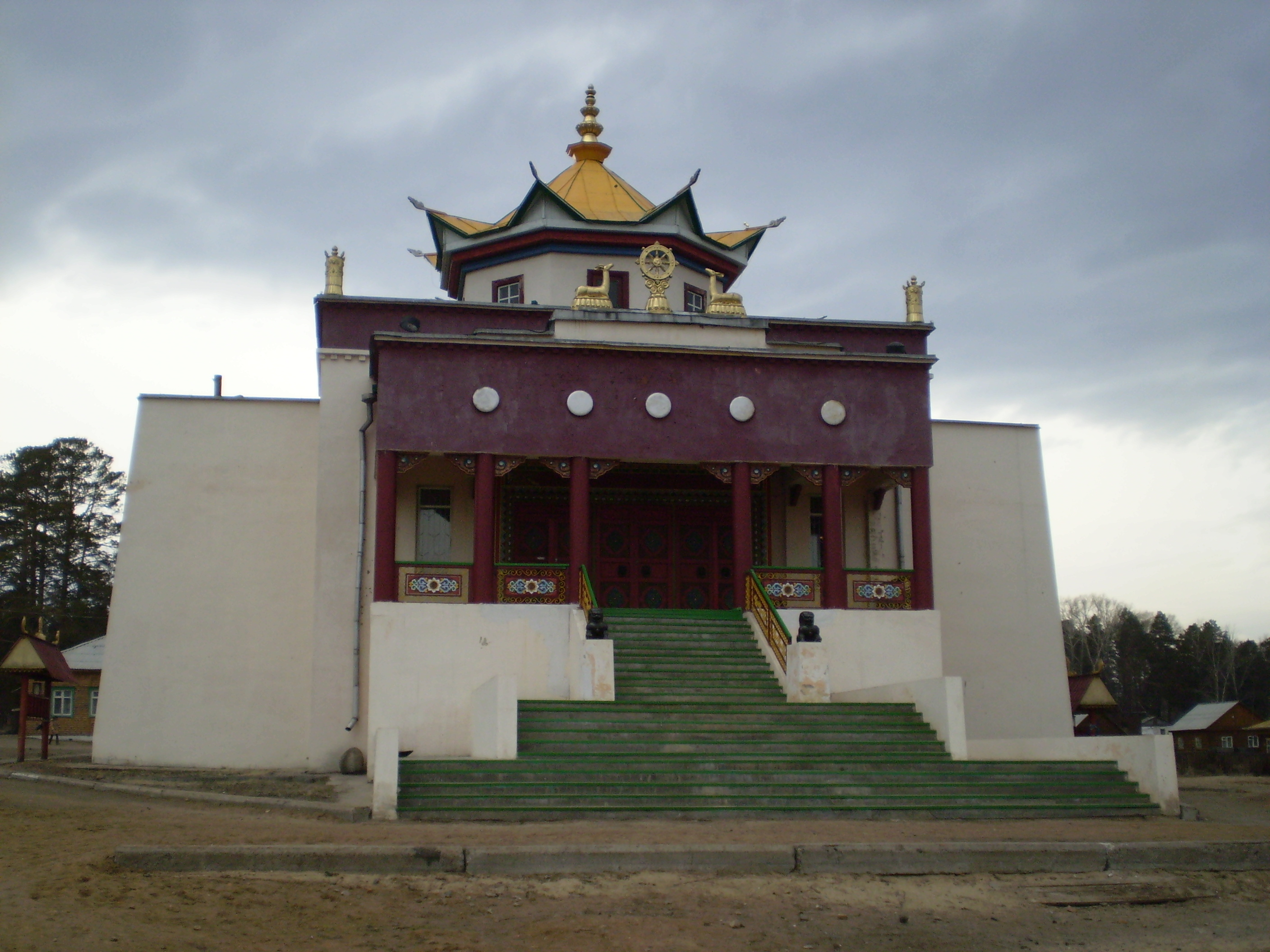
Улан-Удэнский дацан «Хамбын Хурэ»

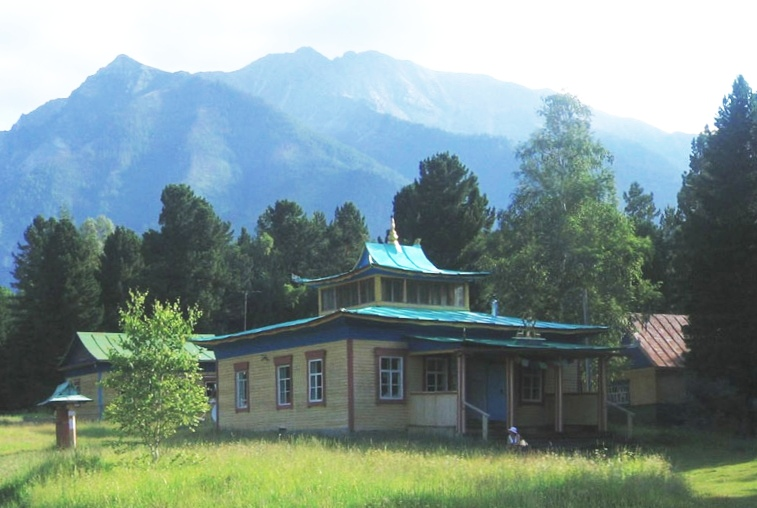
Хойморский дацан

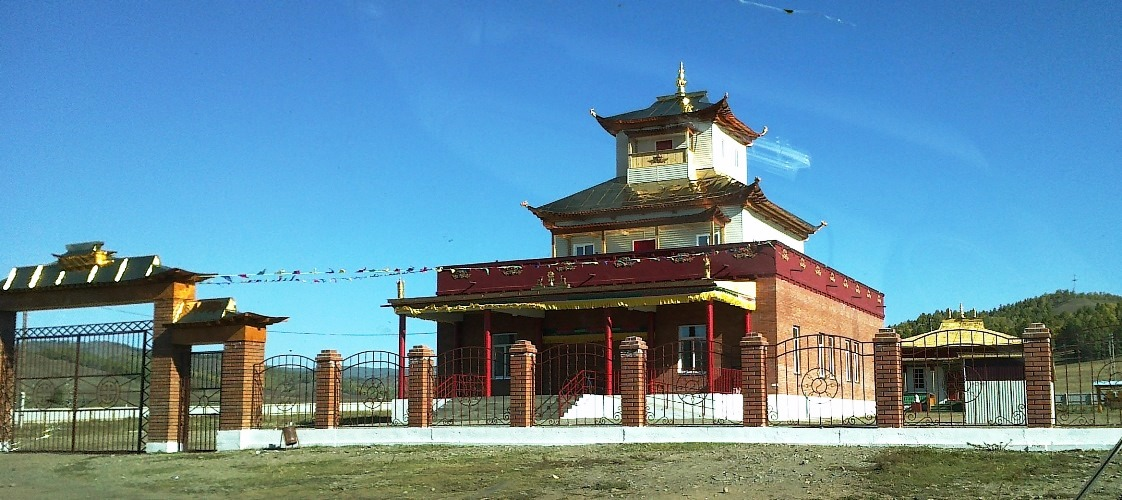
Цээжэ-Бургалтайский дацан

- Цээжэ-Бургалтайский дацан «Дондуп Норбулин»
- Чесанский дацан (улус Чесан)

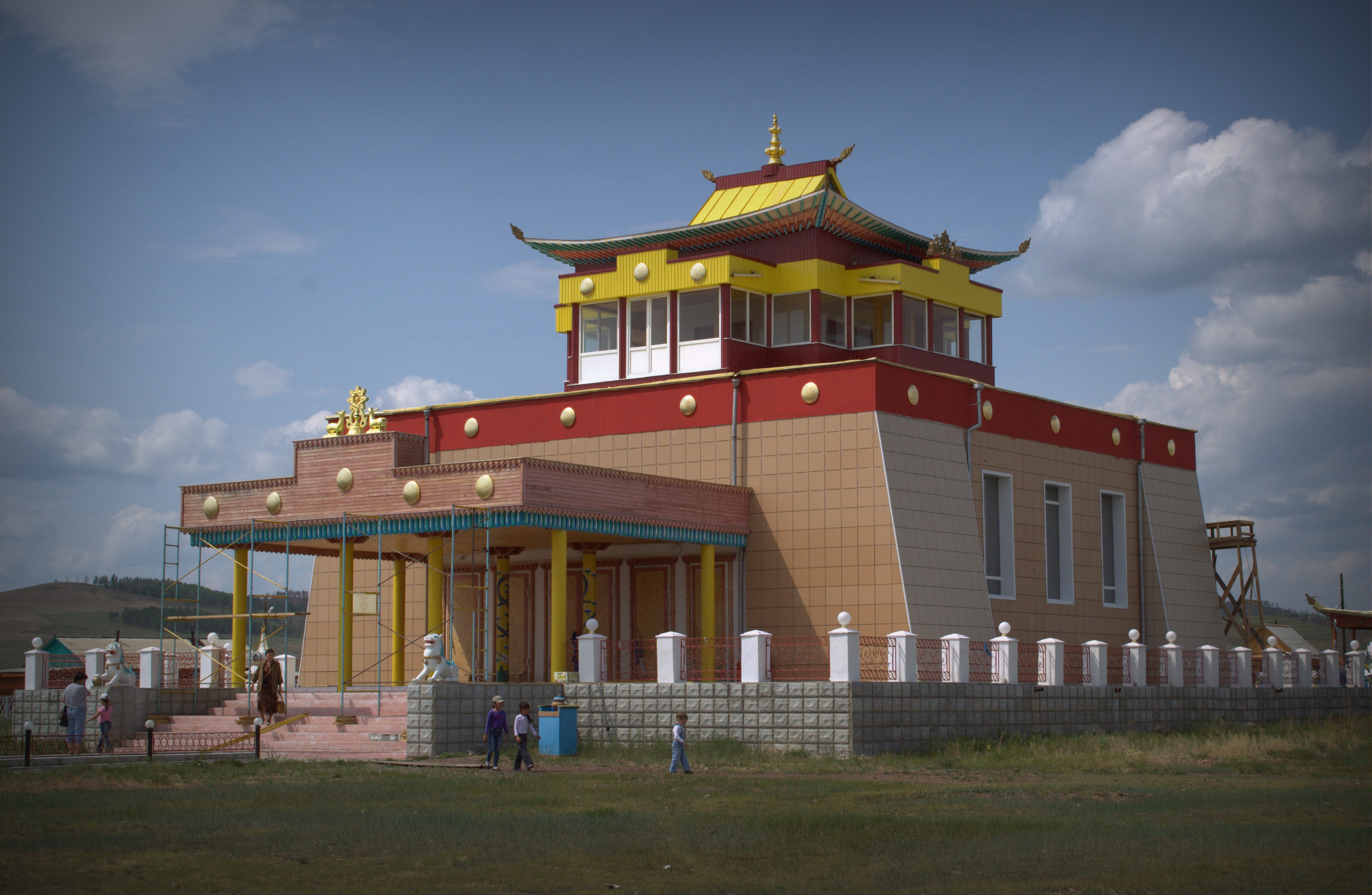
Эгитуйский дацан

- Эгитуйский дацан «Дамчой Равжелинг»

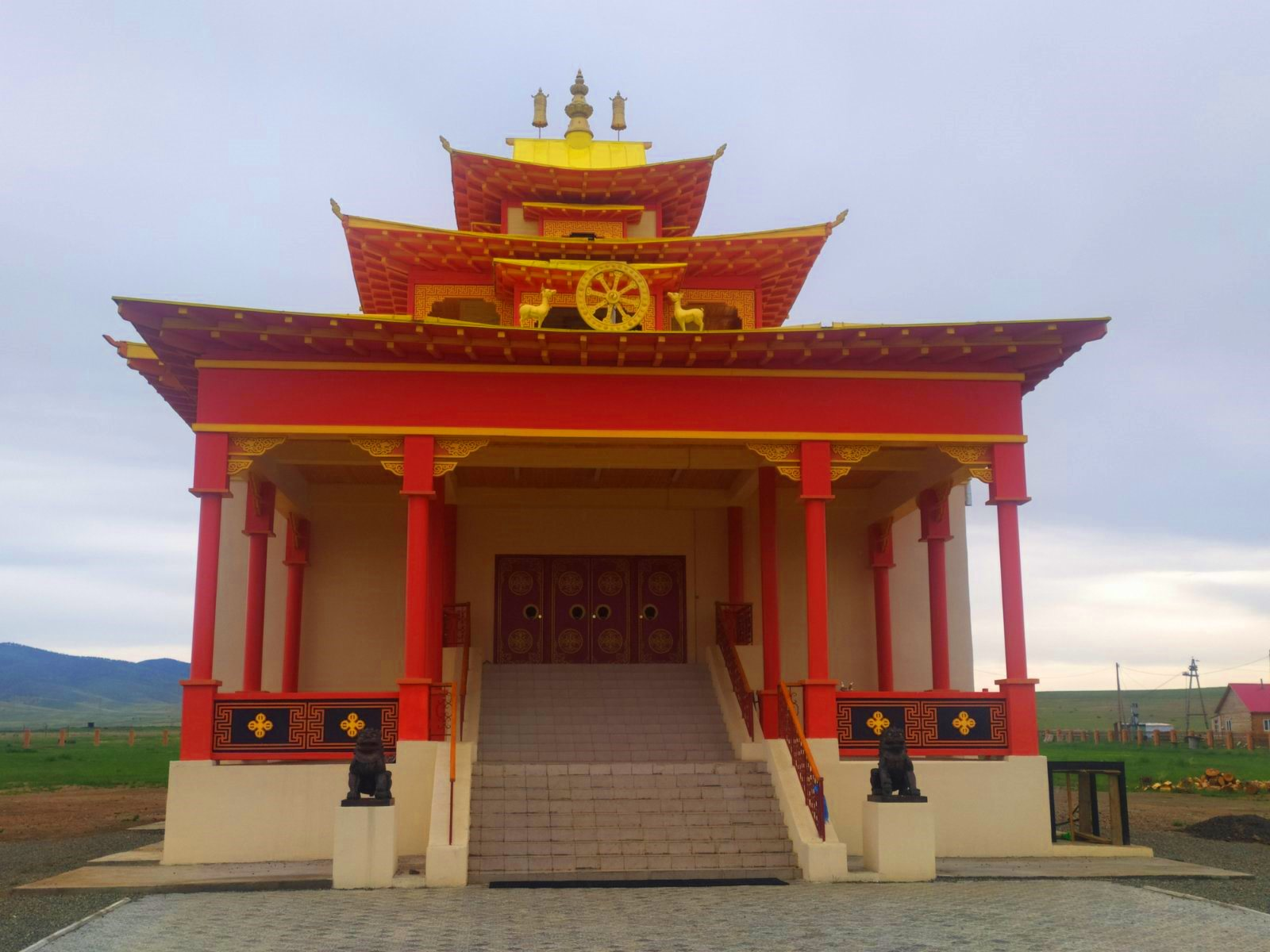
Янгажинский дацан

- Янгажинский дацан «Даши Ширбубулин»

## Калмыкия
- Золотая обитель Будды Шакьямуни

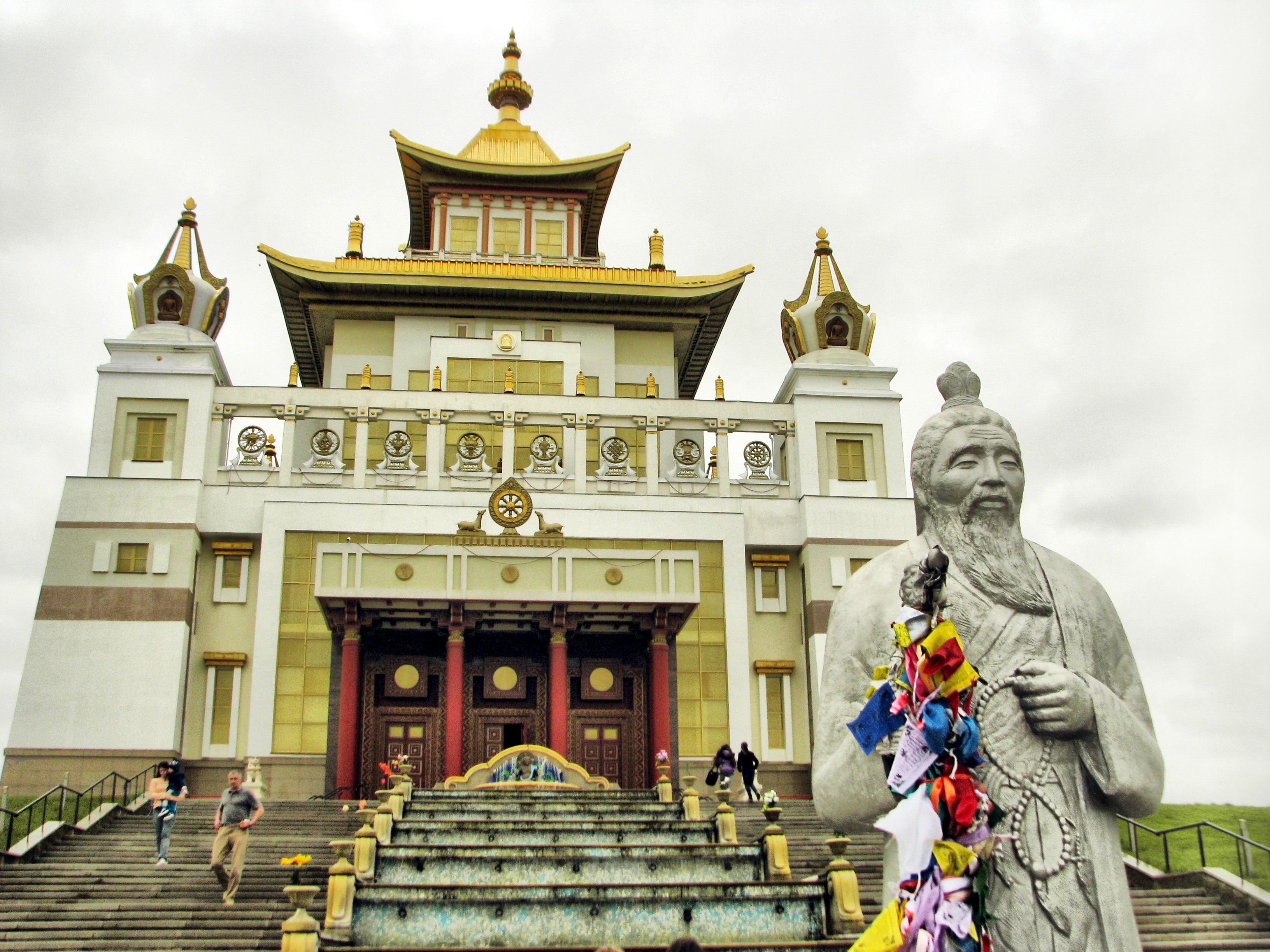
Золотая обитель Будды Шакьямуни

Алдр Диилврин Сум («Храм Великой Победы»)

- Алдр Диилврин Сум («Храм Великой Победы»)

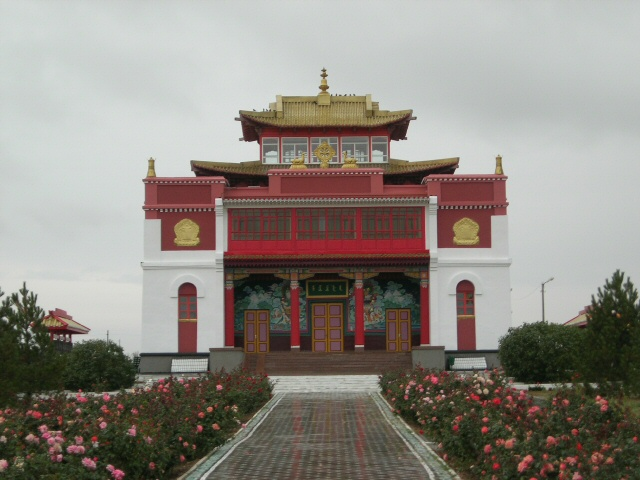
Сякюсн-Сюме

- Сякюсн-Сюме («Геден Шеддуп Чойкорлинг»)
- Адыковский хурул
- Алцын-Хутинский хурул
- Артезианский хурул
- Аршань-Зельменьский Ики-Хурул
- Бага-Бурульский хурул
- Бага-Чоносовский хурул
- Богдохиновский хурул (Хар-Булук)
- Галсан хурул (Джалыково)
- Годжурский хурул
- Ики-Бурульский хурул
- Комсомольский хурул
- Лаганский хурул
- Малодербетовский хурул
- Найнтакиновский хурул
- Оргакинский хурул
- Сера Тосам Линг (Сарпа)

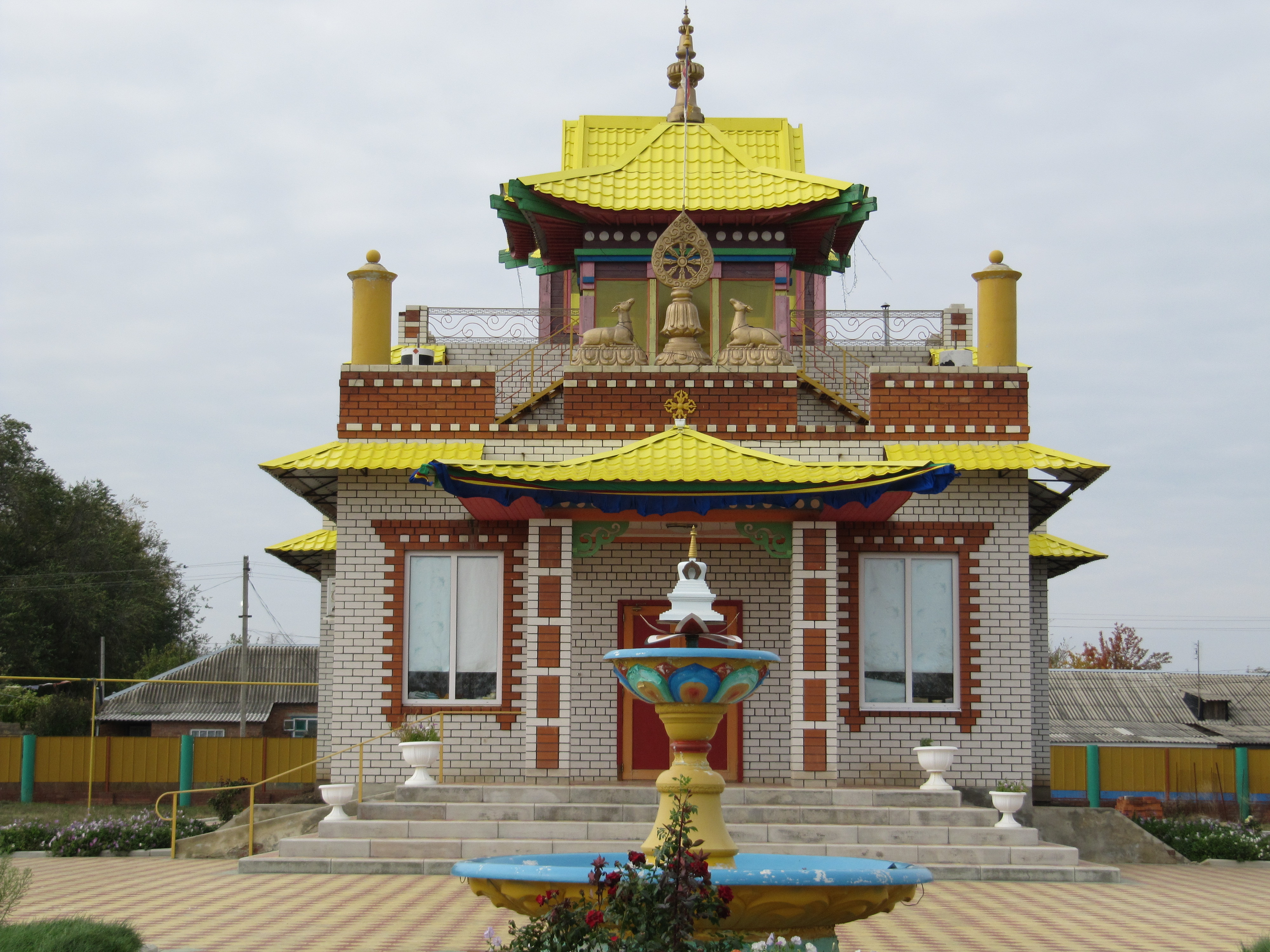
Тантрический монастырь Владыки Зонкавы

- Тантрический монастырь Владыки Зонкавы
- Таши Гоманг (Цаган-Нур)
- Троицкий хурул «Оргьен Саннгаг Чолинг»
- Уланхольский хурул
- Ульдючинский хурул
- Харбинский хурул
- Хомутниковский хурул

Цаган-Аманский хурул им. Тугмюд-гавджи

- Цаган-Аманский хурул им. Тугмюд-гавджи
- Цекертинский хурул (Буровой)

- Чёёря-хурул

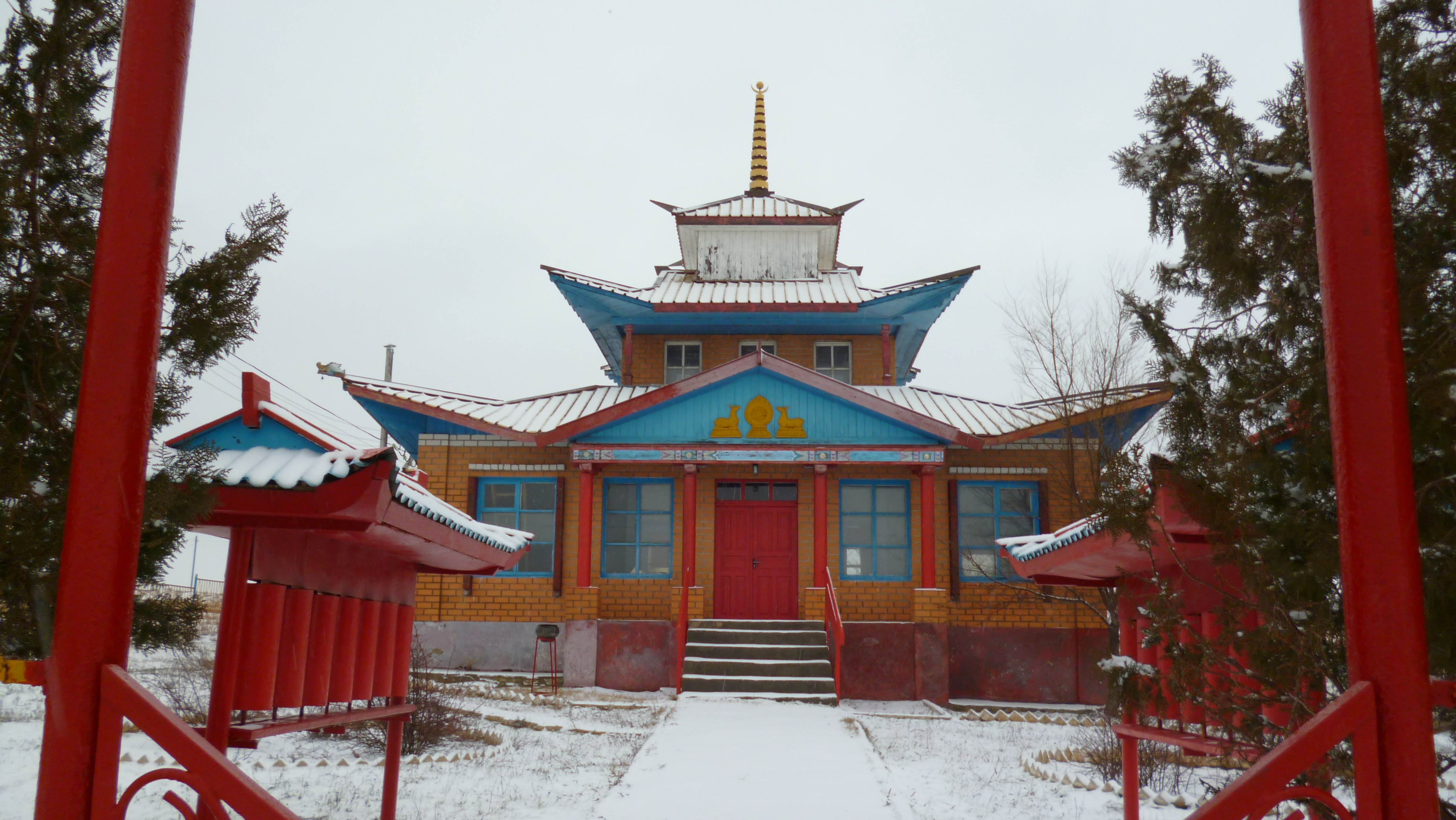
Чёёря-хурул

- Элистинский хурул в исправительной колонии
- Яшкульский хурул

## Тыва

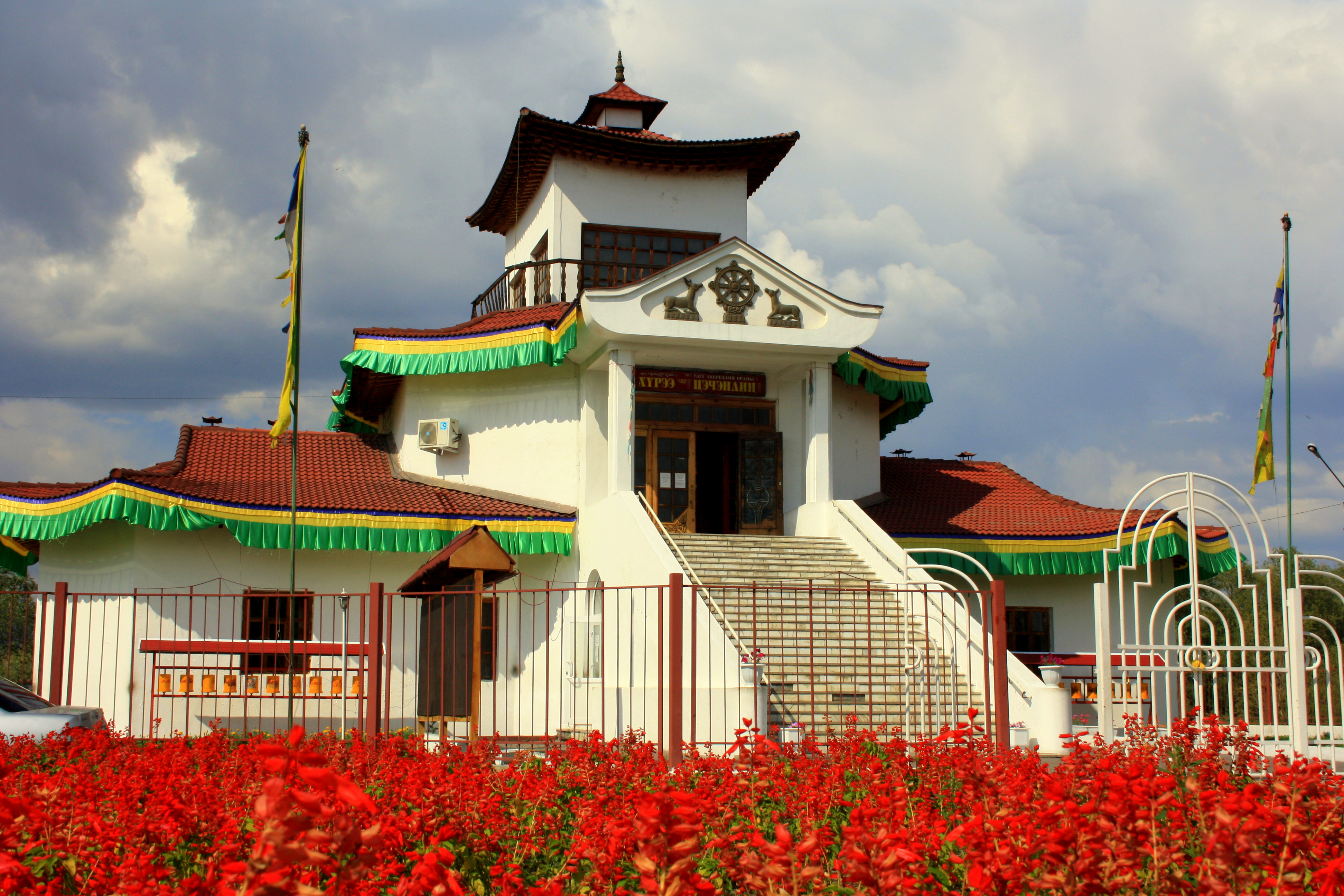
Цеченлинг

- Цеченлинг (резиденция Камбы-Ламы, г. Кызыл)
- Түбтен Шедруплинг (крупнейший дацан России, г. Кызыл)
- Алдыы-Хурээ (г. Чадан)
- Бай-Хаактынг Дуганы
- Гандан Дойолинг-Улуг-Хемнин Дуганы
- Гандан Пунцоглинг (Дхарма-центр г. Кызыл)

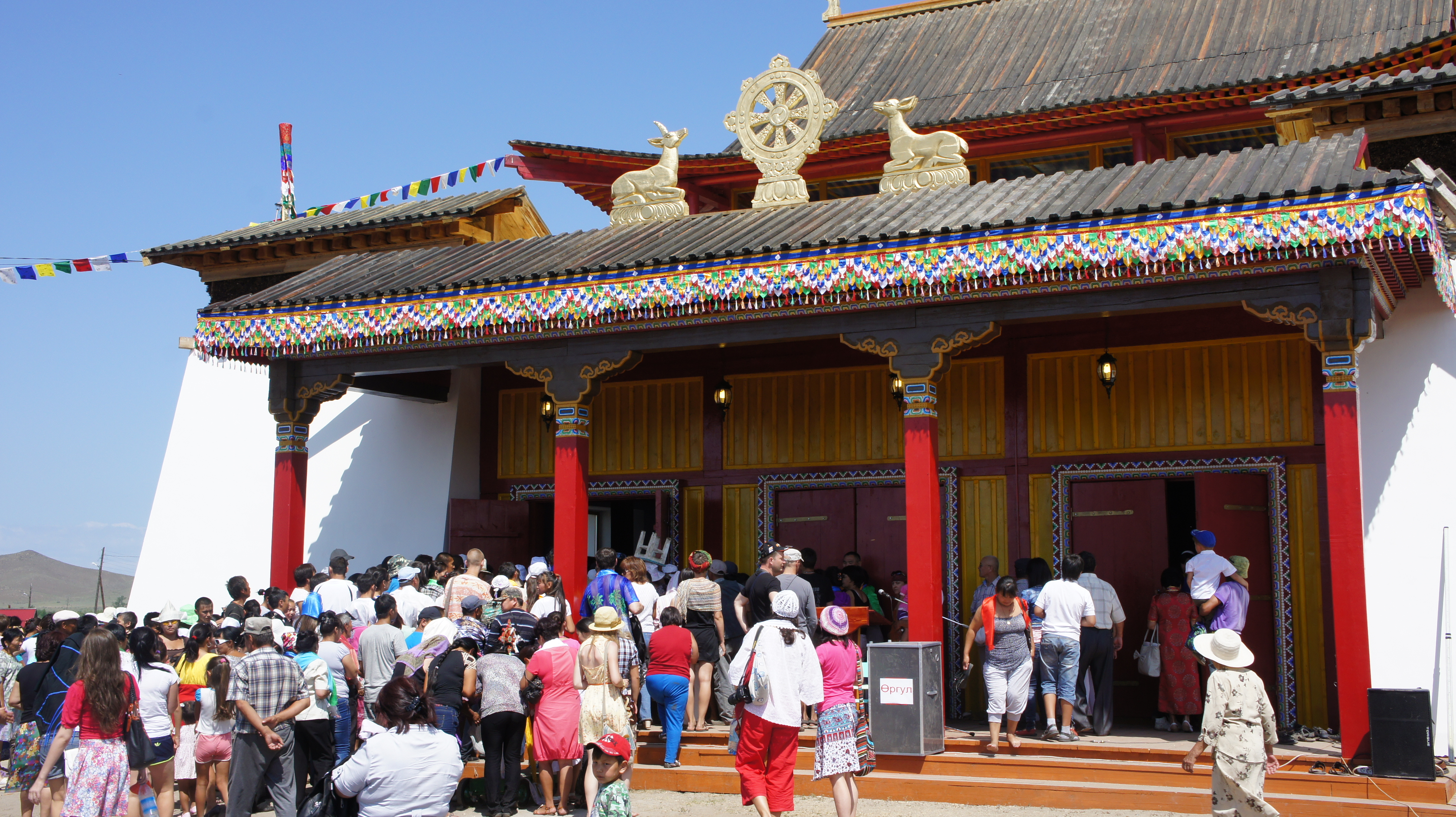
Устуу-Хурээ

- Даши Панделинг (пгт. Каа-Хем)
- Долмалинг (Монгун-Тайга)
- Каа-Хемнинг Дуганы
- Кооп-Соок Хурээзи
- Овурнун Дуганы
- Самагалтай Хурээзи
- Тубтен Чойлинг Хурээзи
- Тубтен Шеддуплинг

- Устуу-Хурээ (близ Чадана)
- Хову-Аксынынг Дуганы
- Шедуп Даржалинг Хурээзи
- Эрзиннинг Хүрээзи

## Республика Алтай
Названия написаны на алтайском языке

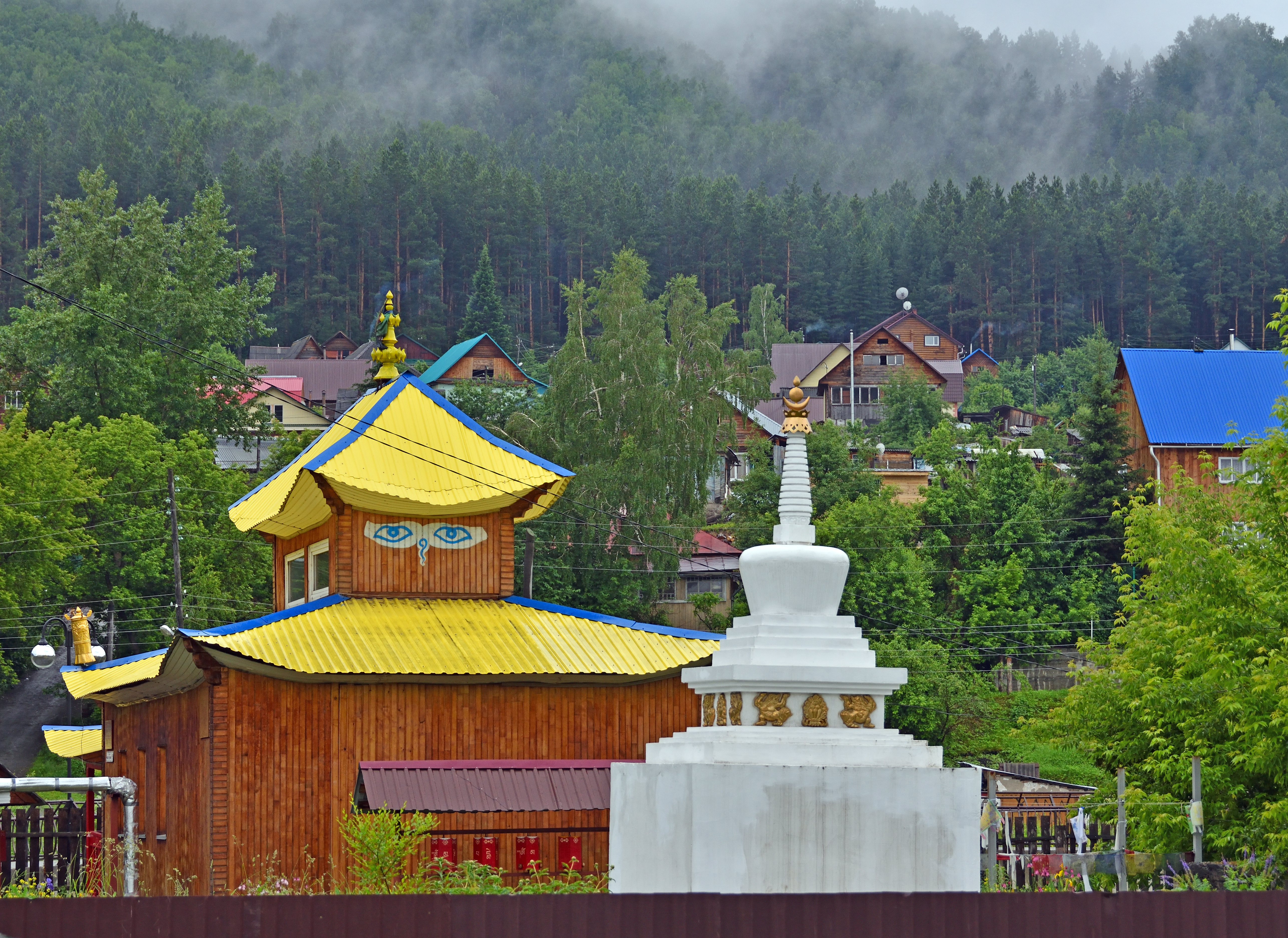
Ак-Буркан кӱрее

- Ак-Буркан кӱрее (г. Горно-Алтайск)
- Амыр-Санаа кӱрее (с. Майма) (строится)
- Алтын Судур кӱрее (с. Чемал) (строится)
- Ак Сӱмер кӱрее (с. Онгудай) (строится)

В республике действует семь религиозных организаций тибетского буддизма, а также Центральное духовное управление буддистов Республики Алтай .

## Астраханская область

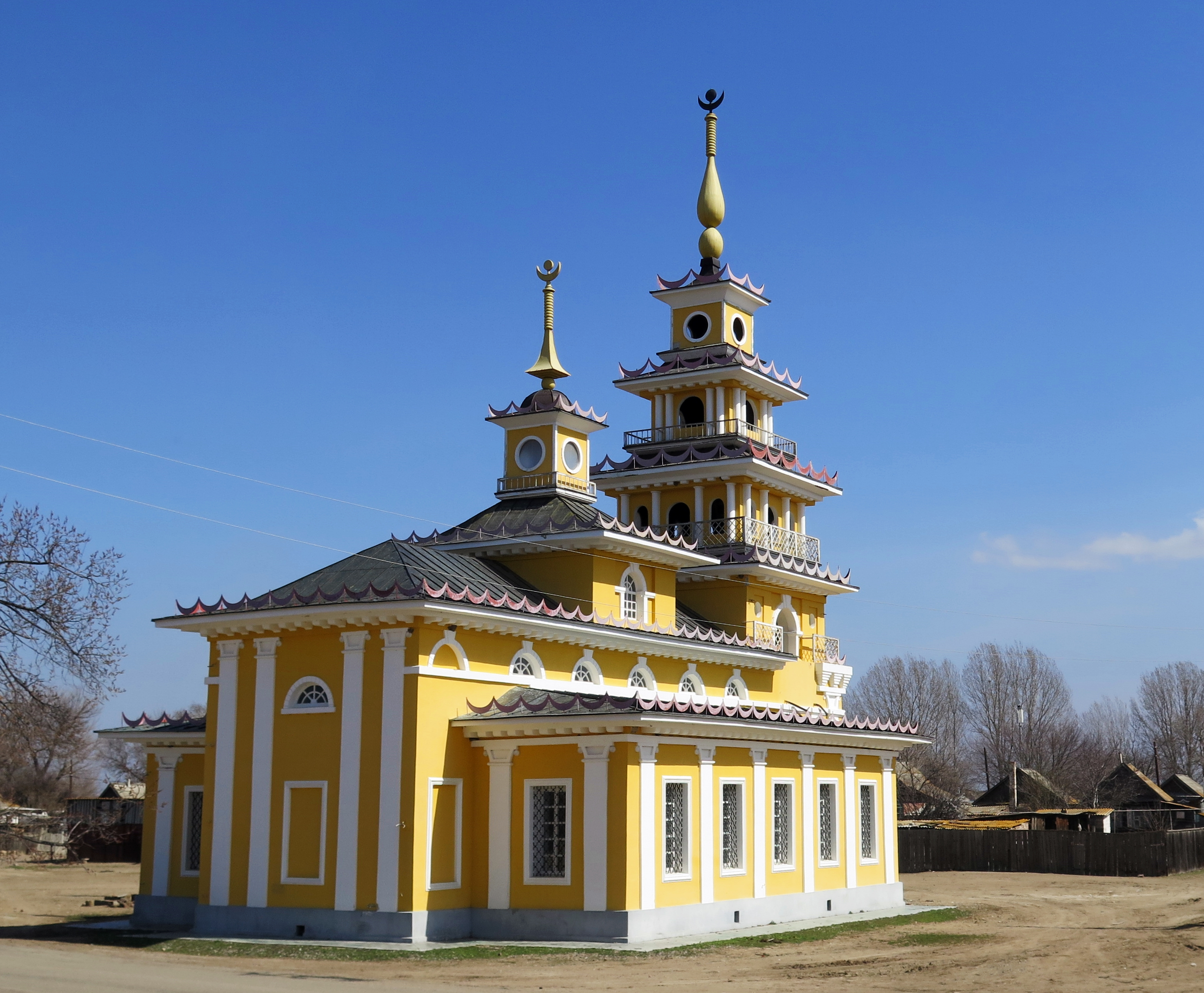
Хошеутовский хурул

- Лиманский хурул
- Хошеутовский хурул

## Забайкальский край

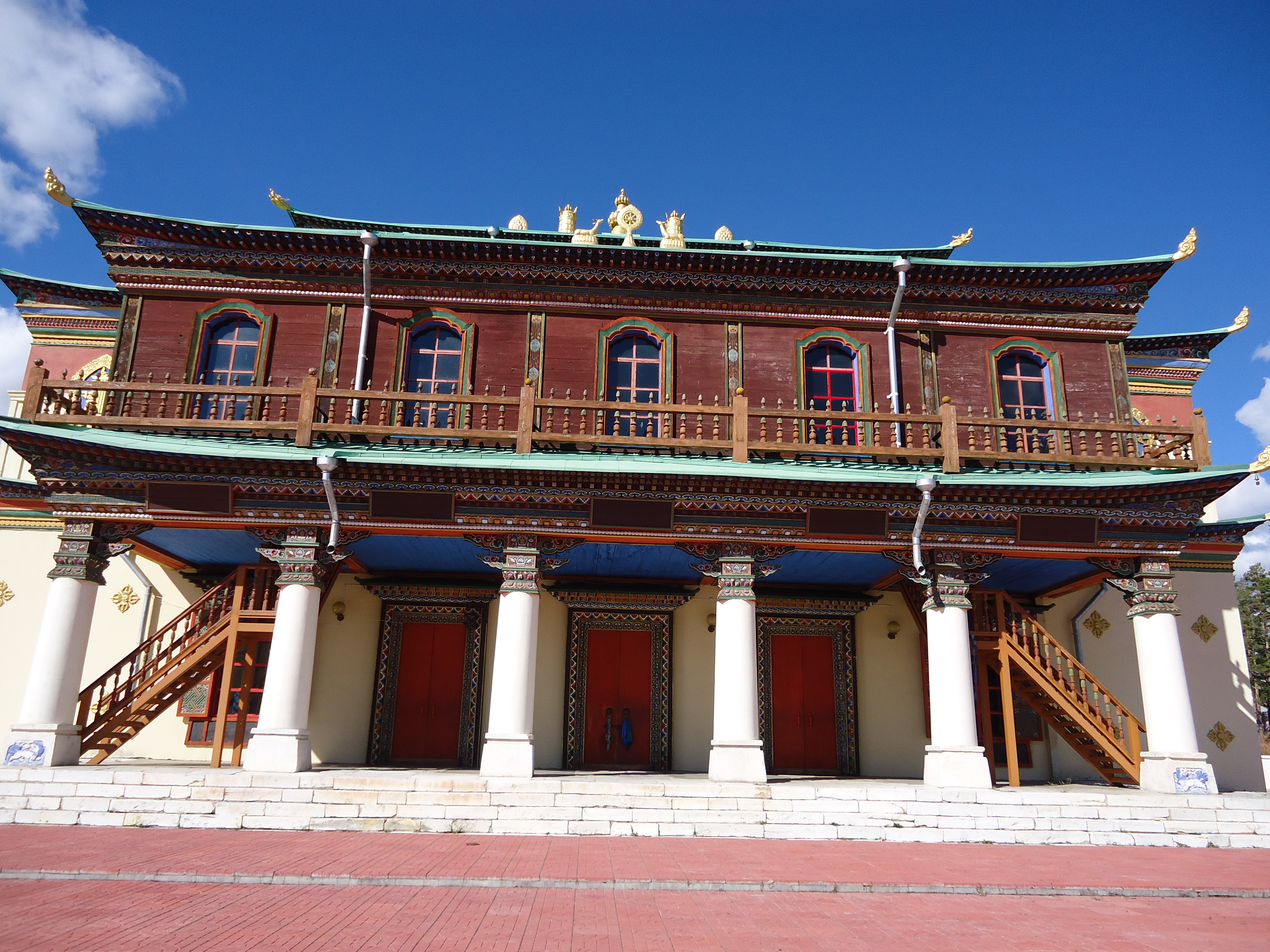
Агинский дацан

- Агинский дацан «Дэчен Лхундублинг»
- Зугалайский дацан
- Угданский дацан (с. Угдан)
- Узонский дацан (с. Узон)

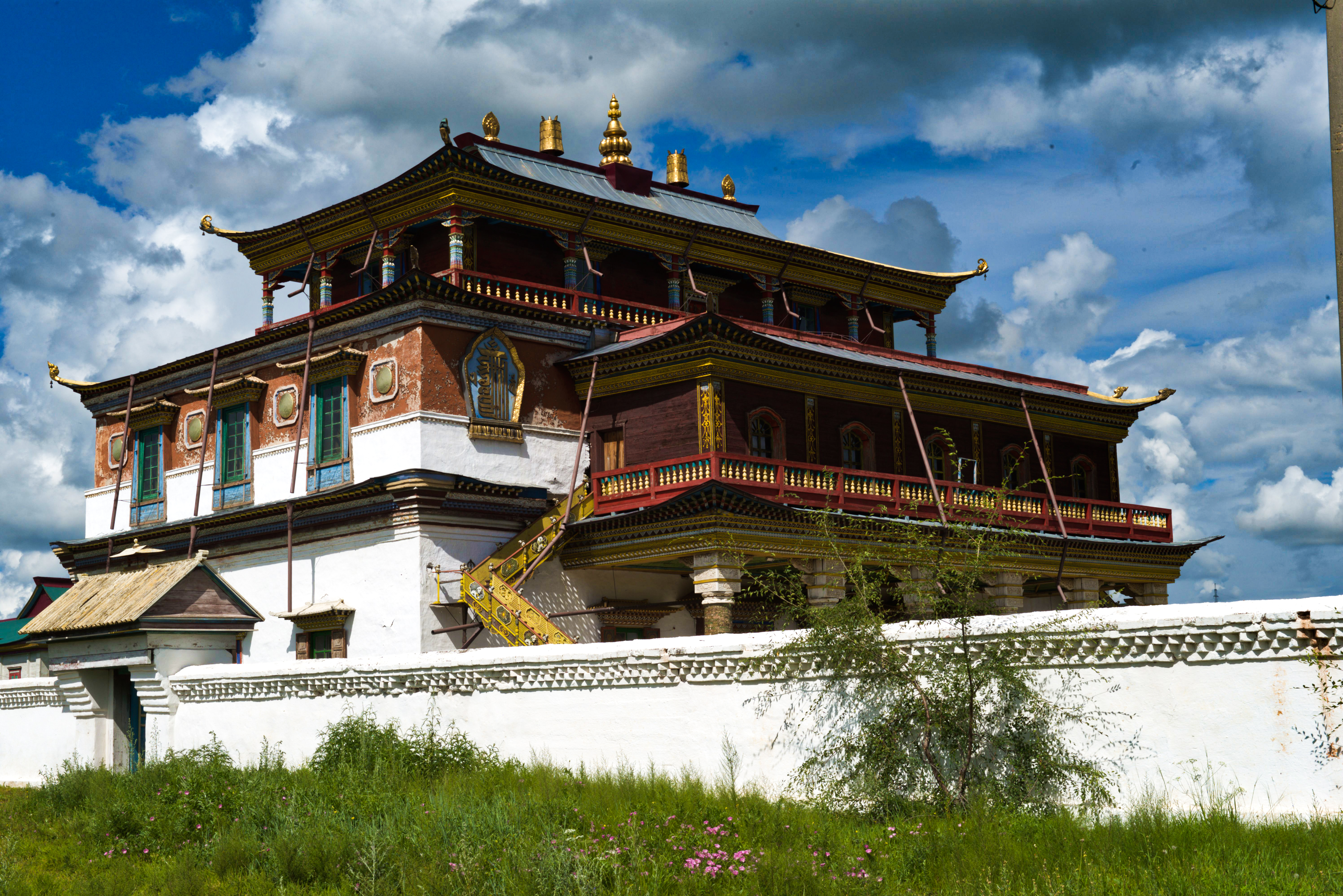
Цугольский дацан

- Цугольский дацан «Даши Чойпэллинг»

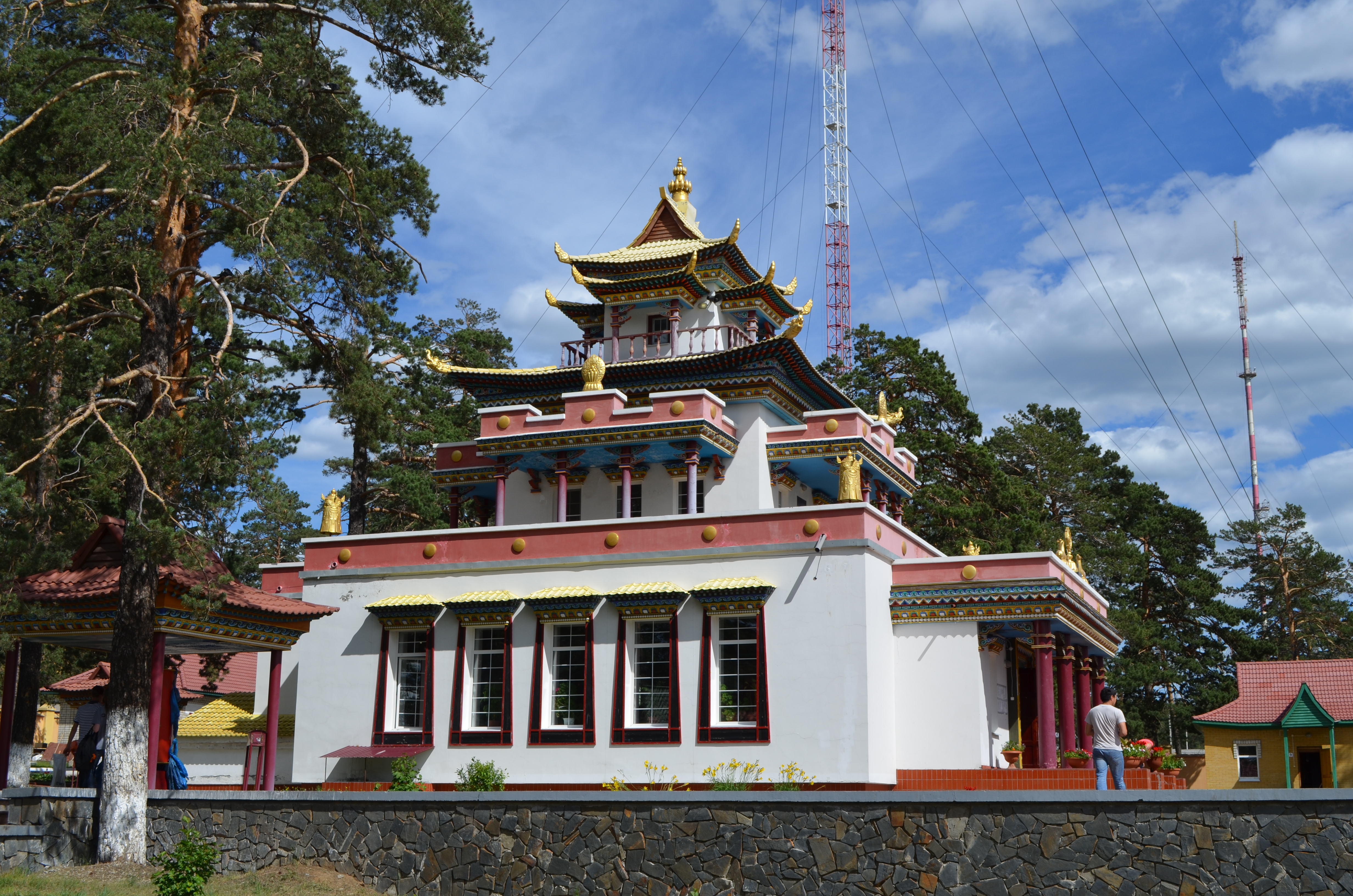
Читинский дацан

- Читинский дацан «Дамба Брайбунлинг»

## Иркутская область
- Аларский дацан «Даши Чойнхорлинг»
- Иркутский дацан
- Унгинский дацан
- Усть-Ордынский (Абатанатский) дацан

## Москва
- Тубден Шедублинг
- Легшед Даржалинг

## Московская область
- Кунпэнлинг (Кунсангар)
- Тубтен Линг

## Новосибирская область
- Ринчин-дацан

## Омская область
- Буддийский храм в Омске (строится)

## Санкт-Петербург

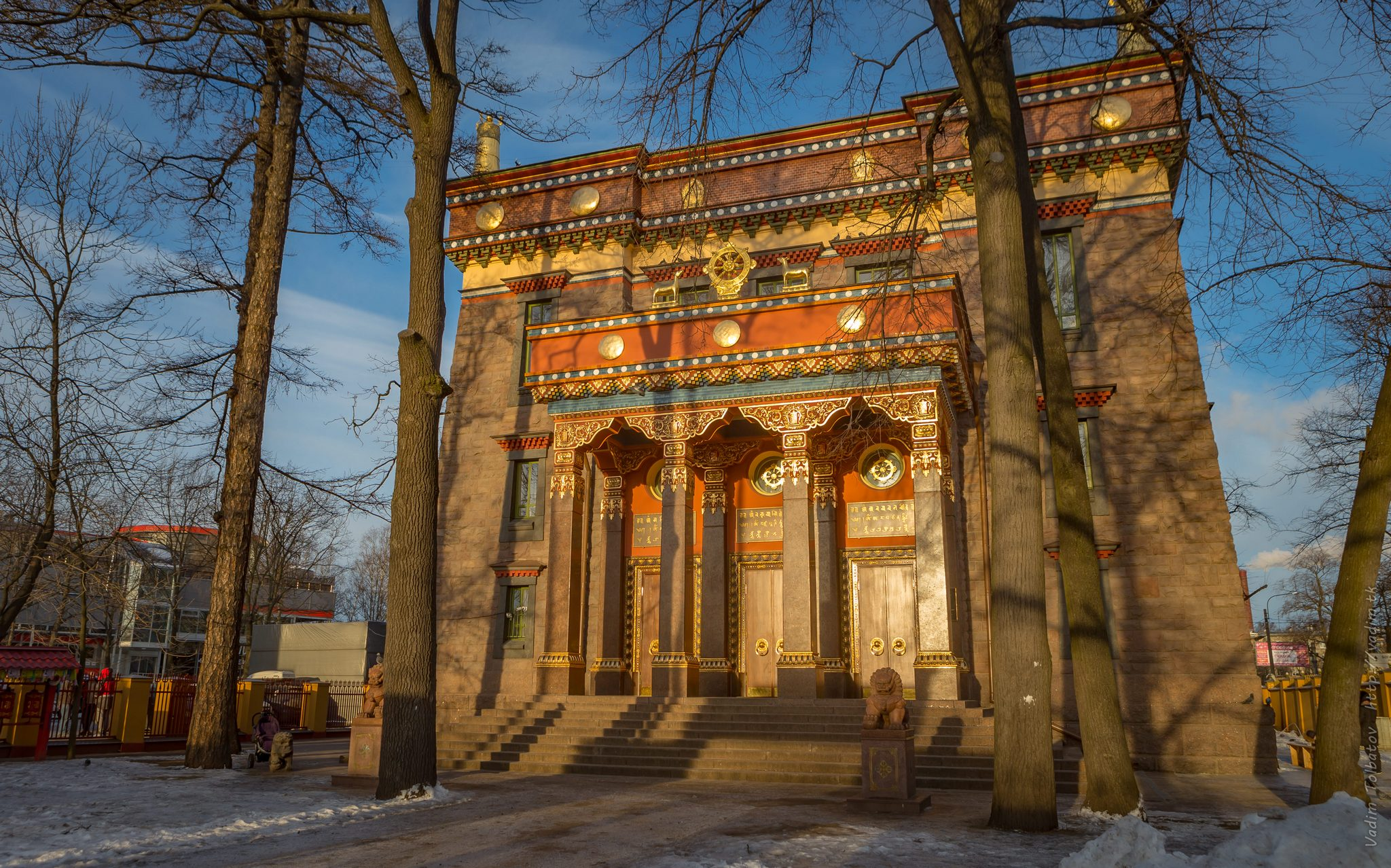
Дацан Гунзэчойнэй

- Дацан Гунзэчойнэй
- Буддавихара

## Свердловская область
- Шедруб Линг (снесён в 2022)

## Якутия (Саха)
- Якутский дацан (г. Якутск)